# Gallarate
De Italiaanse stad Gallarate ligt in het zuiden van de provincie Varese nabij de grens met de metropolitane stad Milaan. Gallarate is een zeer belangrijk knooppunt van spoor- en snelwegen (A8-A26) en een belangrijke handels- en industriestad. De bijnaam van de stad luidt dan ook: Manchester van Italië. Het uiterlijk van de stad is modern, het centrum telt weinig bezienswaardige bouwwerken.
Ten noorden van de stad liggen de morenenheuvels Crenna en Cajello, overblijfselen uit de ijstijd. Het territorium wordt doorkruist door het riviertje de Arno.

## Geboren in Gallarate
- Gianluca Pierobon (1967), wielrenner
- Michele Frangilli (1976), handboogschutter
- Ivan Basso (1977), wielrenner